# Galerkin-Methode
Die Galerkin-Methode (auch Galerkin-Verfahren bzw. Galerkin-Ansatz, nach Boris Galerkin, 1915) ist ein numerisches Verfahren zur näherungsweisen Lösung von Operatorgleichungen, wie beispielsweise partiellen Differentialgleichungen. Sie stellt die gebräuchlichste Variante der „Methode der gewichteten Residuen“ dar, bei der das resultierende Residuum einer Näherungslösung minimiert wird.

## Kurzfassung
John William Strutt und Walter Ritz haben die in Variationsproblemen gesuchte Funktion als Linearkombination von Basisfunktionen angesetzt und damit das Variationsproblem auf ein gewöhnliches Problem der Optimierung einer Funktion von endlich vielen Parametern zurückgeführt.
Für eine Operatorgleichung
{\displaystyle T\left(f(x)\right)=0,\quad x\in I,}
kann die gesuchte Funktion {\displaystyle f} ebenso angesetzt werden, etwa als
{\displaystyle f\left(x\right)=\sum _{i}c_{i}\Phi _{i}\left(x\right),\quad x\in I,}
was substituiert in die Operatorgleichung auf der linken Seite des Gleichheitszeichens eine von den Koeffizienten {\displaystyle c_{i}} abhängige Funktion ergibt. Nach der Methode der gewichteten Residuen wählt man die freien Koeffizienten {\displaystyle c_{i}} so, dass diese Funktion im Testraum, der von gewissen Basisfunktionen
{\displaystyle \Psi _{j}(x)} aufgespannt wird, verschwindet, d. h. orthogonal zu diesen Basisfunktionen wird. Damit erhält man folgende Gleichungen für alle Kombinationen {\displaystyle i,j}
{\displaystyle \int _{I}\Psi _{j}(x)\,T\left(\sum _{i}c_{i}\Phi _{i}(x)\right)dx=0,}
zur Bestimmung der {\displaystyle c_{i}}. Diese Bedingung wird auch Galerkin-Orthogonalität genannt. Falls der Operator linear ist, lassen sich diese Gleichungen als ein lineares Gleichungssystem {\displaystyle A\,c=0} darstellen mit {\displaystyle A_{j,i}:=\int _{I}\Psi _{j}(x)\,T\left(\Phi _{i}(x)\right)dx.}
Für {\displaystyle \Psi _{j}(x)=\phi (x-x_{j})}, wobei {\displaystyle \phi } eine feste Funktion ist (häufig eine  Radiale Basisfunktion), erhält man ein Punkt-Kollokationsverfahren. Für {\displaystyle \Psi _{j}(x)=\Phi _{j}(x)} erhält man das Galerkin-Verfahren, das vor allem in russischen Büchern auch Iwan Grigorjewitsch Bubnow (1911, 1913) zugeschrieben wird, dort also Bubnov-Galerkin-Verfahren heißt.

## Herleitung
Ausgangspunkt für die Galerkin-Methode ist eine sogenannte „variationelle“ Formulierung der Anfangswertaufgabe.
Sei also die Anfangswertaufgabe (AWA) gegeben mit
{\displaystyle u'(t)=f(t,u(t)),u(t_{0})=u_{0}} auf einem Intervall {\displaystyle I=[t_{0},t_{0}+T]}
Außerdem nehmen wir die AWA als (global) Lipschitz-stetig an. D. h., dass eindeutige Lösungen existieren. (Satz von Picard-Lindelöf)
Dann wird die Differentialgleichung der Anfangswertaufgabe nun zunächst mit einer „Testfunktion“ {\displaystyle \phi } multipliziert und über das Lösungsintervall {\displaystyle I} integriert. Wir erhalten aus der AWA
{\displaystyle u'(t)=f(t,u(t))\Rightarrow u'(t)\phi (t)=f(t,u(t))\phi (t)\Rightarrow \int _{I}u'(t)\phi (t)dt=\int _{I}f(t,u(t))\phi (t)dt}
Diese Beziehung ist sinnvoll für jede stetige und stückweise stetig differenzierbare Funktion {\displaystyle u}. Der Vektorraum all dieser Funktionen sei ab hier mit {\displaystyle V} benannt. „Stückweise“ bedeutet hier, dass die Differenzierbarkeit nur bis auf endlich viele Ausnahmestellen in {\displaystyle I} gefordert wird.
Das linke Integral ist stückweise als Summe von Teilintegralen zu verstehen.
Jede Funktion {\displaystyle u}, die die Anfangsbedingungen des Startwertes erfüllt und der integralen Beziehung für jede Testfunktion {\displaystyle \phi } genügt, ist auch Lösung der Anfangswertaufgabe.
Die Galerkin-Methode bestimmt eine Näherungslösung {\displaystyle u_{h}} in einem endlich dimensionalen Teilraum {\displaystyle V_{h}\subset V} durch die Vorschriften des Startpunktes {\displaystyle u_{h}(t_{0})=u_{0}} und der Integralgleichung im Teilraum:
{\displaystyle \int _{I}u_{h}'(t)\phi _{h}(t)dt=\int _{I}f(t,u_{h}(t))\phi _{h}(t)dt}
für ein beliebiges {\displaystyle \phi _{h}\in W_{h}}.
Der diskrete Testraum {\displaystyle W_{h}} ist in der Regel anders als {\displaystyle V_{h}} zu wählen. Wähle bspw.
{\displaystyle V_{h}:=\{v_{h}:I\rightarrow \mathbb {R} :v_{h}\in C[I],v_{h|(t_{n-1},t_{n})}\in P_{1},n=1,\dots ,N\},}
{\displaystyle W_{h}:=\{\phi _{h}:I\rightarrow \mathbb {R} :\phi _{h|(t_{n-1},t_{n})}\in P_{0},n=1,\dots ,N\}}
Man kann die integrale Bestimmungsgleichung auf jedes einzelne Teilintervall {\displaystyle [t_{n-1},t_{n}]} einschränken, da die Testfunktionen nur stückweise stetig sein müssen.
{\displaystyle u_{h}(t_{n})-u_{h}(t_{n-1})=\int _{t_{n-1}}^{t_{n}}u_{h}'(t)dt=\int _{t_{n-1}}^{t_{n}}f(t,u(t))dt}
{\displaystyle \Rightarrow u_{h}(t_{n})=u_{h}(t_{n-1})+\int _{t_{n-1}}^{t_{n}}f(t,u(t))dt}
Das bedeutet: Die Galerkin-Methode ist ein „Zeitschrittverfahren“.
Wertet man bspw. das Integral auf der rechten Seite mit der Trapezregel aus, dann erhalten wir für die Werte
{\displaystyle y_{n}:=u_{h}(t_{n}),}
{\displaystyle y_{n}=y_{n-1}+{\frac {1}{2}}h_{n}(f(t_{n},y_{n})+f(t_{n-1},y_{n-1}))}

## Zur „variationellen“ Formulierung der Anfangswertaufgabe
Ausgangspunkt sind, wie im Abschnitt der Herleitung, die AWA mit Lipschitz-Bedingung und {\displaystyle I=[t_{0},t_{0}+T]}.
Auftretende Funktionen können auch vektorwertig sein und {\displaystyle <.,.>} bezeichnet das euklidische Skalarprodukt.
Für eine Funktion {\displaystyle u\in C^{1}(I)^{d}}, also eine einmal komplexwertig-differenziertere Funktion mit Dimension d (da jeder Fall höhere Ordnung auf den Fall erster Ordnung zurückgeführt werden kann) mit dem Anfangswert {\displaystyle u(t_{0})=u_{0}} ist die AWA und die äquivalente Formulierung in der Herleitung äquivalent zu:
{\displaystyle \int _{I}\langle u'-f(t,u),\phi \rangle dt=0,\quad \forall \phi \in C(I)^{d}}
Da die Funktionen {\displaystyle \phi } beliebig variieren dürfen, wird diese Formulierung der AWA „variationell“ genannt.
Geometrisch ausgedrückt besagt die variationelle Formulierung der AWA, dass das Residuum der Lösungsfunktion {\displaystyle u}:
{\displaystyle R(u):=u'-f\langle \cdot ,u\rangle } bzgl. des Skalarproduktes von {\displaystyle L^{2}(I)^{d}} orthogonal zu allen Testfunktionen {\displaystyle \phi \in C(I)^{d}}

## Detailliertere Darstellung

### Vorgehensweise
Das Residuum ist in dem betrachteten Gebiet verteilt. Es wird mit geeigneten Wichtungsfunktionen gewichtet, daher der Ausdruck „gewichtete Residuen“. Das Integral des über dem Gebiet gewichteten Residuums soll möglichst klein sein oder besser noch ganz verschwinden. Die Wichtungsfunktionen haben Parameter, deren Anzahl der Zahl der Freiheitsgrade des Systems entspricht. Diese führen zu genauso vielen Gleichungen und damit zu dem gleichen großen Gleichungssystem, das aus der Finite-Elemente-Methode bekannt ist. Bei der Galerkin-Methode sind die Wichtungsfunktionen identisch mit den Ansatzfunktionen in den Elementen.

### Beispiel
Sei {\displaystyle D} ein Differentialoperator. Gesucht ist die Lösung {\displaystyle u(x)} der Differentialgleichung:
{\displaystyle D(u)(x)+f(x)=0} (Gleichung 1)
mit einer vorgegebenen Funktion {\displaystyle f(x)} und zusätzlich Randbedingungen für {\displaystyle u}. Dazu wird eine Näherungslösung {\displaystyle v} für {\displaystyle u} angesetzt als Linearkombination von Basisfunktionen {\displaystyle \Phi _{i}(x)} aus einem Funktionenraum {\displaystyle V}:
{\displaystyle v(x)=\sum _{i=1}^{N}c_{i}\Phi _{i}(x)}
mit noch zu bestimmenden Koeffizienten {\displaystyle c_{i}}. Für die Wahl der Basis eignen sich zum Beispiel B-Splines. Die Funktion {\displaystyle v} erfüllt im Allgemeinen noch nicht die Differentialgleichung (1), es bleibt ein Residuum
{\displaystyle r(x)=D(v)(x)+f(x).}
In dem Raum {\displaystyle V} sei ein inneres Produkt {\displaystyle \langle h,g\rangle } definiert, für das gilt, dass {\displaystyle g=0} ist, falls {\displaystyle \langle h,g\rangle =0} für alle Funktionen {\displaystyle h} aus {\displaystyle V} ist. Das innere Produkt ist häufig definiert als
{\displaystyle \langle h,g\rangle =\int h(x)g(x)dx.}
Häufig kann man nicht die exakte Lösung bestimmen, für die {\displaystyle \langle w,r\rangle } für jede Testfunktion {\displaystyle w} verschwindet (und damit das Residuum auch), sondern nur eine Näherungslösung, für die das innere Produkt des Residuums mit einer Menge ausgewählter linear unabhängiger „Gewichtsfunktionen“ {\displaystyle w} verschwindet:
{\displaystyle \langle w,r\rangle =0.}
Beim Galerkin-Verfahren werden als Gewichtsfunktionen gerade die Basisfunktionen {\displaystyle \Phi _{j}}, {\displaystyle j=1,\dots ,N} von {\displaystyle V} gewählt, so dass sich ein Gleichungssystem für die Koeffizienten {\displaystyle c_{i}} ergibt:
{\displaystyle \left\langle \Phi _{j},D\left(\sum _{i=1}^{N}c_{i}\Phi _{i}\right)+f\right\rangle =0}

### Anwendungsgebiet
Die Galerkin-Methode ist anwendbar, wenn kein natürliches Extremalprinzip für die Lösung der Differentialgleichung existiert. Sie ist somit eine Grundlage der Finite-Elemente-Methode und dehnt deren Anwendbarkeit auf weitere physikalische Problemstellungen (Kontinuumsprobleme) aus, die ein solches natürliches Extremalprinzip nicht besitzen. Beispiele dafür sind stationäre oder instationäre Strömungen. Ein natürliches Extremalprinzip (natürliches Variationsprinzip) existiert dagegen z. B. bei mechanischen Problemen der Festkörpermechanik, bei denen der Energieinhalt ein Minimum haben muss.
Nach Olgierd Cecil Zienkiewicz ist die Galerkin-Lösung identisch mit einer natürlichen Variationslösung oder lässt sich zumindest so interpretieren. Die Finite-Elemente-Methode (FEM) ist ein spezielles Ritz-Galerkin-Verfahren.

## Weiterführende Literatur
- H. R. Schwarz: Methode der Finiten Elemente (= Leitfäden der angewandten Mathematik und Mechanik. Band 47). Teubner, Stuttgart 1984, ISBN 3-519-12349-5.
- Olgierd Cecil Zienkiewicz, Robert Lee Taylor: The Finite Element Method. 4. Auflage, Band 1: Basic Formulation and Linear Problems. McGraw-Hill Book Company, London 1989, ISBN 0-07-084174-8.
- Junuthula Narasimha Reddy: Energy Principles And Variational Methods In Applied Mechanics. 2. Auflage, John Wiley & Sons, New York 2002, ISBN 0-471-17985-X (Leseprobe, books.google.de).
- Daniel S. Weile, Raymond A. Wildman, Greeshma Pisharody, Anuraag Mohan: Galerkin Method (Rayleigh–Ritz Method). In: Encyclopedia of RF and Microwave Engineering. John Wiley, Hoboken, N.J. 15. April 2005, ISBN 0-471-65450-7, doi:10.1002/0471654507.eme142.
- Rolf Rannacher: Numerik 1. Numerik gewöhnlicher Differentialgleichungen (= Lecture Notes Mathematik). Universitätsverlag, Heidelberg 2017, ISBN 978-3-946054-32-0, S. 9–10, doi:10.17885/heiup.258.342.